# フォンス・ラデメーカーズ

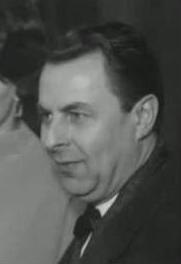
フォンス・ラデメーカーズ (1961)

フォンス・ラデメーカーズ（Fons Rademakers, 1920年9月5日 - 2007年2月22日）は、オランダの映画監督。 

## 略歴
ローゼンダール生まれ。舞台俳優としてデビューしたが、後に製作側に転じ、1961年に監督作品"WHEN IT DOES NOT COME FROM THE HEART"がベルリン国際映画祭銀熊賞（審査員特別賞）を受賞した。1971年には『怪盗紳士アルセーヌ・ルパン/断たれた鎖』に出演もしている。 1986年にはナチス占領下の悲劇を描いた作品『追想のかなた』でアカデミー外国語映画賞、ゴールデングローブ賞外国語映画賞を受賞した。2007年に肺気腫のためスイスの病院で死去。86歳だった。 